# قطعنامه ۷۹۶ شورای امنیت
قطعنامه  ۷۹۶ شورای امنیت سازمان ملل متحد که در تاریخ ۱۴ دسامبر ۱۹۹۲ تصویب شد، سندی بین‌المللی دربارهٔ قبرس است. این قطعنامه طی نشست ۳۱۴۸ام با ۱۵ رای موافق، ۰ مخالف و ۰ ممتنع تصویب شد.